# Vladivostok Avia
Vladivostok Avia (Russisch: Владивосток Авиа) is een Russische luchtvaartmaatschappij met haar thuisbasis in Vladivostok. Zij voert passagiers-, vracht- en charter-vluchten uit binnen Rusland en naar omringende landen in Azië.

## Geschiedenis
Vladivostok Avia is opgericht in 1994 onder de naam Vladivostok Aviation als opvolger van Aeroflots Vladivostok divisie.
Vanaf 1995 werd de naam gewijzigd in Vladivostok Avia.
In 2007 wordt een fusie verwacht van Dalavia en Vladivostok Avia om te komen tot een nieuwe maatschappij Aeroflot Oost.

## Diensten
Vladivostok Avia voert lijndiensten uit naar: (juli 2007)
Binnenland
Abakan, Adler-Sotsji, Irkoetsk, Jekaterinenburg, Kavalerovo, Kemerovo, Chabarovsk, Krasnodar, Magadan, Moskou, Novokoeznetsk, Novosibirsk, Petropavlovsk-Kamtsjatski, Plastoen, Sint-Petersburg, Vladivostok, Jakoetsk en Joezjno-Sachalinsk.
Buitenland
Bangkok, Peking, Busan, Dalian, Hanoi, Harbin, Kita Kyushu, Niigata, Osaka, Seoel, Toyama.

## Vloot

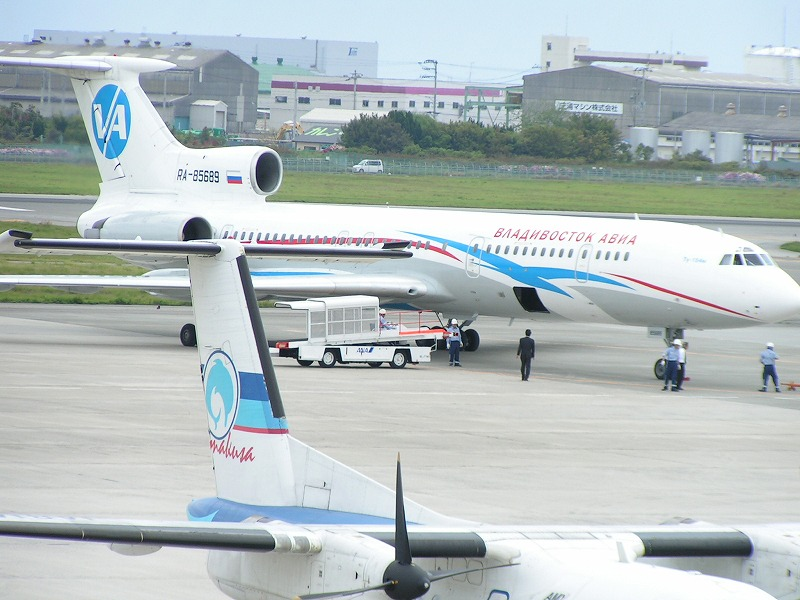
Tupolev TU-154M van Vladivostok Avia

De vloot van Vladivostok Avia bestaat uit: (okt.2007)
- 2 Toepolev Tu-154B
- 9 Toepolev Tu-154M
- 4 Toepolev Tu-204-300
- 2 Airbus A330-200
- 1 Yakolev Yak-40K
- 2 Antonov AN-24RV
- 1 Airbus A320-200